# William Cary Renfrow

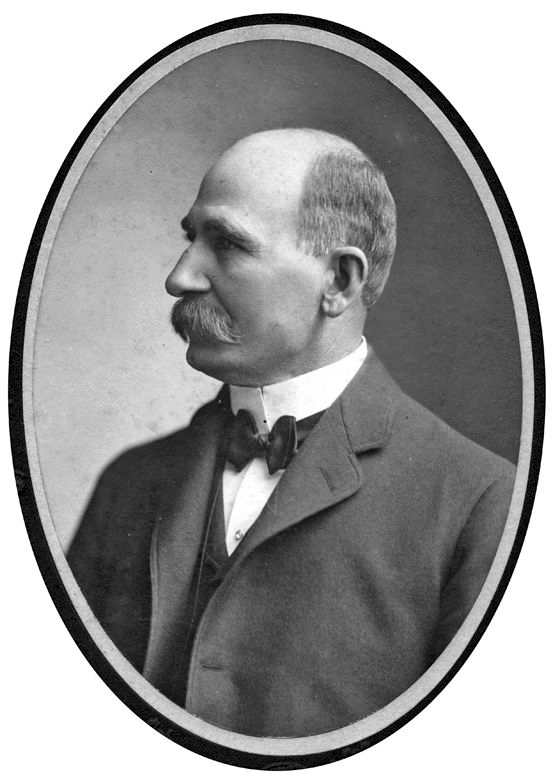
William Cary Renfrow

William Cary Renfrow (* 15. März 1845 in Smithfield, North Carolina; † 31. Januar 1922 in Bentonville, Arkansas) war ein US-amerikanischer Politiker und Gouverneur des damaligen Oklahoma-Territoriums.

## Leben
Er besuchte eine allgemeine Schule, wechselte dann aber in die Armee der Konföderierten Staaten von Amerika und kämpfte im Amerikanischen Bürgerkrieg.
1865 zog er nach Arkansas. Nach der Freigabe Oklahomas zur Besiedlung zog er ins dortige Norman und arbeitete dort als Banker. 1893 wurde er Gouverneur des Oklahoma-Territoriums und blieb dies bis zum Jahre 1897. In dieser Zeit wurde der Cherokee-Streifen für die Besiedlung freigegeben. Er engagierte sich in der Oklahoma Historical Society. Danach war er im Minengeschäft in Missouri tätig sowie in der Öl- und Gasindustrie in Oklahoma, Kansas und Texas. Renfrow starb auf einer Reise in Bentonville und wurde in Russellville (Arkansas) beigesetzt.